# Helictotrichon planiculme
Helictotrichon planiculme là một loài thực vật có hoa trong họ Hòa thảo. Loài này được (Schrad.) Pilg. mô tả khoa học đầu tiên năm 1938.

## Hình ảnh

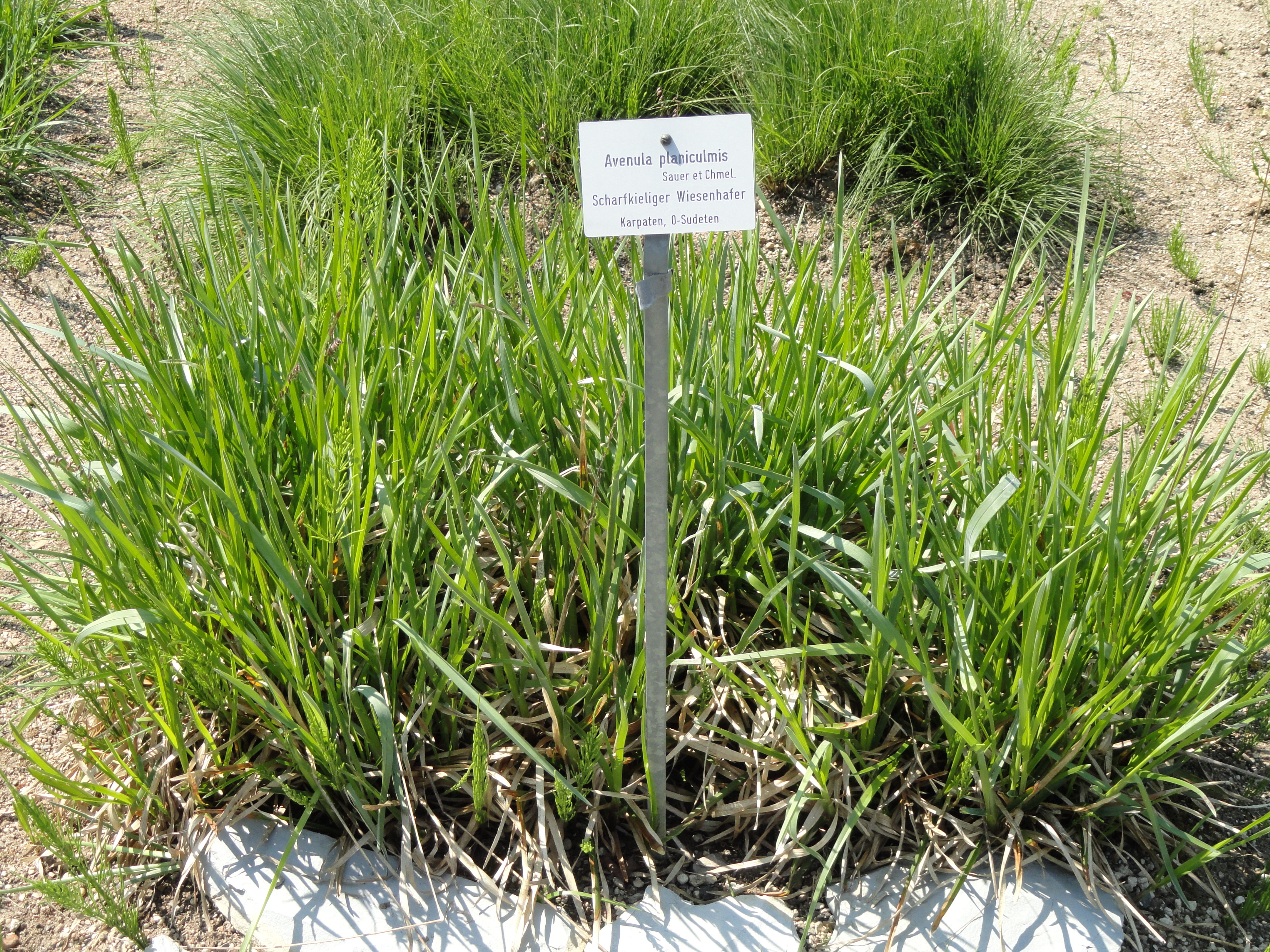